# کورال بی، استرالیای غربی
کورال بی (به انگلیسی: Coral Bay) یک شهرک در استرالیا است که در استرالیای غربی واقع شده‌است.